# واتگدارا
واتگدارا (به لاتین: Wattegedara) یک منطقهٔ مسکونی در سری‌لانکا است که در استان مرکزی (سری‌لانکا) واقع شده‌است.